# Jardín Botánico de la Universidad de Szeged

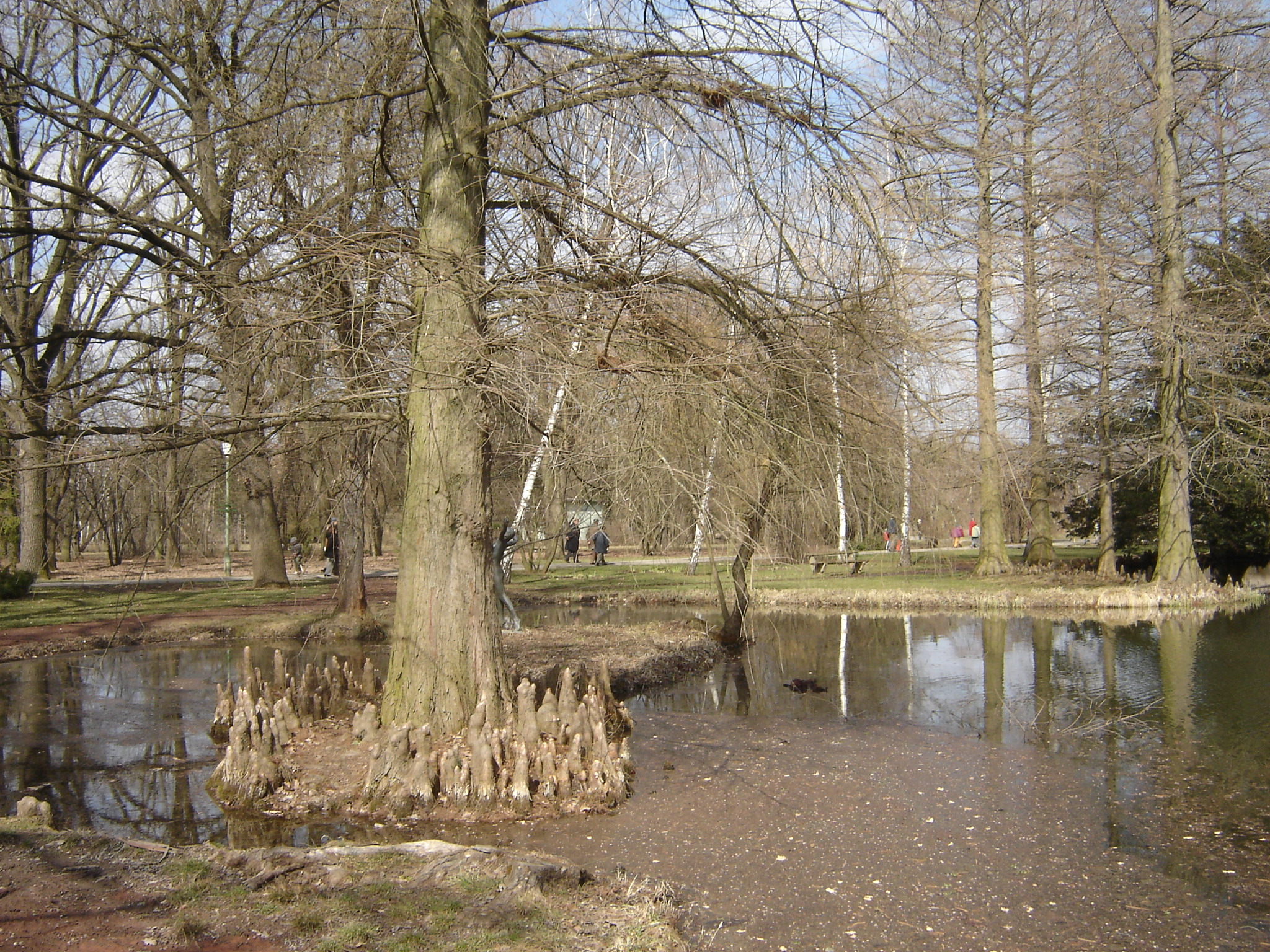
Vista del Jardín Botánico de la Universidad de Szeged.

El Jardín Botánico de la Universidad de Szeged (en húngaro : Szegedi Tudományegyetem Füvészkert) es un jardín botánico de 30 hectáreas de extensión, que está administrado por la Universidad de Szeged, que se encuentra en Szeged, Hungría. Es miembro del BGCI. Su código de reconocimiento internacional como institución botánica, así como las siglas de su herbario es SZTE.

## Localización
Szegedi Tudományegyetem, Füvészkert
formerly - Jozef Attila University BG, University of Szeged Botanic Garden, Szeged Pf. H-6701 Hungary-Hungría.46°57′41.4″N 20°11′45.96″E / 46.961500, 20.1961000

## Historia
Cuando la Universidad de Kolozsvár se trasladó a Szeged en 1922, la ciudad de Szeged donó unos terrenos de 20 hectáreas  a la Universidad para crear el Jardín Botánico. El director desde su fundación fue István Győrffy, quién comenzó a poblar el jardín con las plantas, principalmente las procedentes de sus viajes recolectores. En 1928 fue construido un pozo artesiano, entre 1929 y 1930 fue terminado el primer invernadero, y en 1931 fue creado  el primer lago. En el mismo año fue publicado el primer catálogo de intercambio internacional de semillas (índice Seminum). 
En 1932 llegaron al jardín plantas de lotos (Nelumbo nucifera) procedentes del lago del castillo Návay en Óföldeák-Gencshát, las cuales actualmente representan unas de sus mayores atracciones del jardín. En 1940 el profesor Pál Greguss llegó a ser el nuevo director del jardín. Fue él quién creó las colecciones educativas (rosaleda, rocalla, arboreto, colección taxonómica) y también trajo los primeros árboles de la Metasequoia glyptostroboides al jardín. Entre 1952 y 1958, él hizo construir los invernaderos donde están en exhibición las plantas tropicales para uso general  
En 1965 el profesor Imre Horváth fue designado como director del jardín, y en su periodo de mandato le dio un gran impulso al desarrollo del jardín. Trabajó para agrandar el área del jardín en 10 hectáreas. Por vez primera en Hungría, en esta nueva área creó exhibiciones de ecosistemas de plantas para substituir la exhibición generalmente basada en la taxonomía de las plantas. También impulsó a  la investigación en el jardín botánico para lo que creó el edificio del „fitotron" (a laboratorio para estudios autecologicos). Además,  equipó los invernaderos de 3 edificios cubiertos en invierno con planchas laterales. 
Después de la muerte de profesor Horváth, Pál Simoncsics asumió el control el jardín, continuado por Sándo Gulyás. Durante este período la rosaleda fue redecorada y fue creada la colección de plantas perennes. Fue erigida la decorativa puerta "székely" del jardín en 1992, obra de Sándor Gulyás.
El jardín ha sido dirigido por Erzsébet Mihalik desde 1996. Ella ha introducido las nuevas actividades que correspondían a las nuevas tareas del tercer milenio, para crear jardines amistosos con los pájaros de su propia área.

## Colecciones
Entre las colecciones del jardín botánico destacan:
- Colección taxonómica
- Rocalla
- Rosaleda,
- Arboreto,
- Invernaderos con 440 especies de Cactus, otras suculentas 470 especies.

Entre las especies destacan los lotos de la India (Nelumbo nucifera), que es una de las mayores agrupaciones de esta especie en Hungría, y la Metasequoia glyptostroboides de la que  durante mucho tiempo eran conocidos solamente los restos fosilizados y estaba considerado extinto. Los primeros árboles vivos fueron encontrados en 1944 y las semillas llegaron en Europa en 1948. Algunas de estas semillas fueron llevada a Szeged, dando lugar a los 5 árboles, que existen actualmente en el jardín. No es demasiado difícil reconocerlas: son los más altos de todos los árboles. El Metasequoia es una especie protegida por todo el mundo. 